# The Fabulous Thunderbirds
The Fabulous Thunderbirds was een in 1974 door Jimmie Vaughan geformeerde Amerikaanse bluesrockband.

## Bezetting
Oprichters
- Jimmie Vaughan (zang, gitaar)
- Kim Wilson (zang, mondharmonca)
- Keith Ferguson (basgitaar)
- Mick Buck (drums)

Voormalige leden
- Jimmie Vaughan (zang, gitaar)
- Danny Kortchmar (zang, gitaar, piano)
- Duke Robillard (gitaar)
- Kid Bangham (gitaar)
- Doyle Bramhall (gitaar)
- Kid Ramos (gitaar)
- Preston Hubbard (basgitaar)
- Harvey Brooks (basgitaar)
- Steve Jordan (zang, basgitaar, drums)
- Fran Christina (drums)

Huidige bezetting
- Kim Wilson (zang, mondharmonica)
- Nick Curran (zang, gitaar)
- Kirk Eli Fletcher (gitaar)
- Ronnie James Weber (basgitaar)
- Jimi Bott (drums)
- Gene Taylor (keyboards)

## Geschiedenis
Na een aantal jaren in het bluescircuit van Austin (Texas) te hebben opgetreden, won de band een platencontract bij Takoma Records/Chrysalis Records en tekende later bij Epic Records. In 2011 tekenden ze bij Severn Records.
Hun eerste twee albums werden uitgebracht in 1979 en 1980, die op traditionele wijze rock-'n-roll, countryrock en rhythm-and-blues verenigden, met Kim Wilsons leadzang en mondharmonica, Jimmie Vaughan als leadgitarist en Keith Ferguson op basgitaar. Mike Buck was op drums voor het eerste album What's the Word, maar verliet de band en werd vervangen door Fran Christina op het tweede. Beide albums werden aanvankelijk verkocht via het kleine aantal gedrukt (ongeveer 3000 stuks) en worden nu beschouwd als significante blues-opnamen. De bluesstijl van The Thunderbirds vermengde Texas-blues met de harmonica-geregen swampbluesgeluiden van Slim Harpo en Lazy Lester - die beiden door The Thunderbirds werden gecoverd. Het in 1981 uitgebrachte derde album Butt-Rockin' bracht de band dichter bij de oude rhythm-and-blues en voegde extra muzikanten toe die piano en koper speelden.
Hoewel The Fabulous Thunderbirds de favorieten waren geworden van collega-muzikanten - openingsshows voor onder meer The Rolling Stones en Eric Clapton - en kritisch waren ontvangen, verkochten de platen van de band niet goed. Chrysalis liet de band vallen na de publicatie van het door Nick Lowe geproduceerde album T-Bird Rhythm in 1982, waardoor de band vier jaar lang geen contract had. Hoewel ze nog steeds in het ongewisse waren, bleven The Fabulous Thunderbirds concerten geven in de Verenigde Staten. Gedurende deze tijd verliet bassist Keith Ferguson de band en werd vervangen door Preston Hubbard, een voormalig lid van Roomful of Blues. Ook gedurende deze tijd was de band te horen op het Carlos Santana-album Havana Moon uit 1983. In 1985 kreeg de band eindelijk weer een platencontract bij Epic Records/Associated Records.
De single Tuff Enuff werd geproduceerd door Dave Edmunds en was te horen in de film Gung Ho uit 1986. Het was ook te horen in de film Tough Guys, net als de opvolgende single Wrap It Up, die naar nummer 50 ging in de Billboard Hot 100 hitlijst. Tuff Enuff blijft de enige Top 40-hit van de band, met een piek op nummer 10 in de Billboard Hot 100. Het album Tuff Enuff werd goud in verschillende landen en werd vervolgens platina in de Verenigde Staten, met een omzet van meer dan een miljoen. Op het album zijn o.a. ook de pianist Chuck Leavell van de Allman Brothers en David Hidalgo en César Rosas van Los Lobos te horen.
De muziek van de band werd ook gebruikt in de film Hot Pursuit uit 1987. De Vaughan-Wilson compositie Twist It Off verschijnt in de Michael J. Fox en Joan Jett-film Light of Day uit 1987 en op de uitgegeven soundtrack. De band verschijnt ook in de film die het nummer live uitvoert. Het volgende album Hot Number van The Fabulous Thunderbirds en de daarbij behorende single Stand Back verdwenen snel uit de hitlijsten. Maar daarna was hun opname van Powerful Stuff een succes, gedeeltelijk gebaseerd op de opname in de film Cocktail uit 1988.
Jimmie Vaughan verliet de band in 1990 om het langverwachte album Family Style op te nemen met zijn broer Stevie Ray Vaughan. Na de dood van Stevie Ray in 1990, streefde Jimmie een fulltime solocarrière na. De band begon vervolgens aan een lange reeks van bezettingswisselingen en albums in de jaren 1990. The Fabulous Thunderbirds vervingen Vaughan door de twee gitaristen Duke Robillard en Kid Bangham. Het in 1991 opgenomen album Walk That Walk, Talk That Talk flopte. Jimmy Vaughan is op dit album naast Duke Robillard weliswaar te horen, maar wordt echter niet vermeld. De opnamesessies beschrijft hij naar aanleiding van de ruzie met Wilson als vreselijk. De oude drummer Fran Christina vertrok in 1996 en trad toe tot Marcia Ball en later Doug Sahms Last Real Texas Blues Band. Doug 'Kid' Bangham verliet de band na drie jaar om een solocarrière na te streven en de Carver School of Music en het Carver Institute of Rock in Carver, Massachusetts te openen.
In de vroege jaren 1990 nam Kim Wilson een paar soloalbums op terwijl hij bleef toeren met The Fabulous Thunderbirds. In 1993 arrangeerde Wilson een reünie, waarvoor hij Doyle kon strikken. Ze namen het album Wrap It Up op, dat weliswaar ook flopte, maar desondanks goede kritieken kreeg. In 1994 nam de band zijn negende album Roll of the Dice op, dat in 1995 werd uitgebracht bij Private Music en ook door de critici werd geprezen. Het werd opgenomen met de bezetting Wilson, Christina, Gene Taylor, Danny Kortchmar, Kid Ramos en Harvey Brooks. High Water volgde in 1997, hoewel dit eigenlijk een samenwerking was tussen Wilson en studiomuzikanten Steve Jordan en Danny Kortchmar onder de naam Fabulous Thunderbirds.
Voormalig bassist Keith Ferguson overleed op 29 april 1997 op 50-jarige leeftijd aan leverfalen.
Op de avond van 16 februari 2000 waren The Fabulous Thunderbirds de eerste band die ooit op internet werd uitgezonden met behulp van high-definition camera's. De begeleidende dvd, alleen op uitnodiging, is een van de eerste multitrack-opnamen met hoge resolutie van een live concert. De begeleidende cd Live! werd uitgebracht in 2001.
De band nam Painted On op in 2005, geproduceerd door Steve Berlin (van Los Lobos) en met Rachel Nagy van de Detroit Cobras op het nummer Love Speaks Louder Than Words. Gitarist Nick Curran voegde zich bij Wilson op zang voor Two Time Fool.
Bassist Ronnie James en gitarist Troy Gonyea toerden in 2009 met Booker T. Jones in Engeland, met de toevoeging van gitarist Marc Ford van The Black Crowes en Darian Gray op drums. De band bracht het album On the Verge uit in 2013.
In 2016 kondigde Kim Wilson aan dat aan The Fabulous Thunderbirds voor 2016 Steve Gomes op bas, Kevin Anker op keyboards, Wes Watkins op drums en Johnny Moeller op gitaar waren toegevoegd. Deze bezetting plus drummer Rob Stupka namen het album Strong Like That op, uitgebracht in augustus 2016. Voormalig bassist Preston Hubbard (geboren op 15 maart 1953 in Providence (Rhode Island)) werd op 17 augustus 2016 op 63-jarige leeftijd dood aangetroffen in zijn huis in Saint Louis (Missouri). Voormalig toetsenist Gene Taylor overleed op 20 februari 2021.

## Discografie

### Singles
- 1986:	Tuff Enuff
- 1986: Wrap It Up
- 1987:	Stand Back
- 1988:	Powerful Stuff

### Studioalbums
- 1979: Girls Go Wild
- 1980: What’s the Word
- 1981:	Butt Rockin'
- 1982: T-Bird Rhythm
- 1986:	Tuff Enuff
- 1987:	Hot Number
- 1987: Portfolio
- 1989:	Powerful Stuff
- 1991: The Essential
- 1991: Walk That Walk, Talk That Talk
- 1992: Hot Stuff: The Greatest Hits
- 1993: Wrap It Up
- 1995: Roll of the Dice
- 1996: Different Tacos
- 1997: High Water
- 2001: Live
- 2005: Painted On
- 2013: On the Verge
- 2016: Strong Like That